# Aleksandr Ivanovitx Ivanov
Aleksandr Ivanovitx Ivanov   (Sant Petersburg, 14 d'abril de 1928 - Sant Petersburg, 29 de març de 1997) fou un futbolista rus de la dècada de 1950.
Fou cinc cops internacional amb la selecció de futbol de la Unió Soviètica amb la qual participà a la Copa del Món de Futbol de 1958.
Pel que fa a clubs, la seva trajectòria professional la passà íntegrament al Zenit Leningrad.
Va ser entrenador al club LOMO Leningrad.